# Mérida (miasto w Wenezueli)
Mérida – miasto w zachodniej Wenezueli, położone w górach Cordillera de Mérida na wysokości 1620 metrów n.p.m. Ma powierzchnię 25 km² i liczy 295 939 mieszkańców. Jest stolicą stanu Mérida.
Założona w 1558 roku przez kapitana wojsk hiszpańskich Juana Rodrígueza Suáreza, była jednym z ważniejszych miast Wicekrólestwa Nowej Granady. Jest ważnym ośrodkiem naukowym (Uniwersytet Andyjski) i turystycznym zachodniej części Wenezueli.
W lutym każdego roku, w Mérida organizowany jest festiwal Feria del Sol (Święto Słońca).
W mieście rozwinął się przemysł spożywczy.

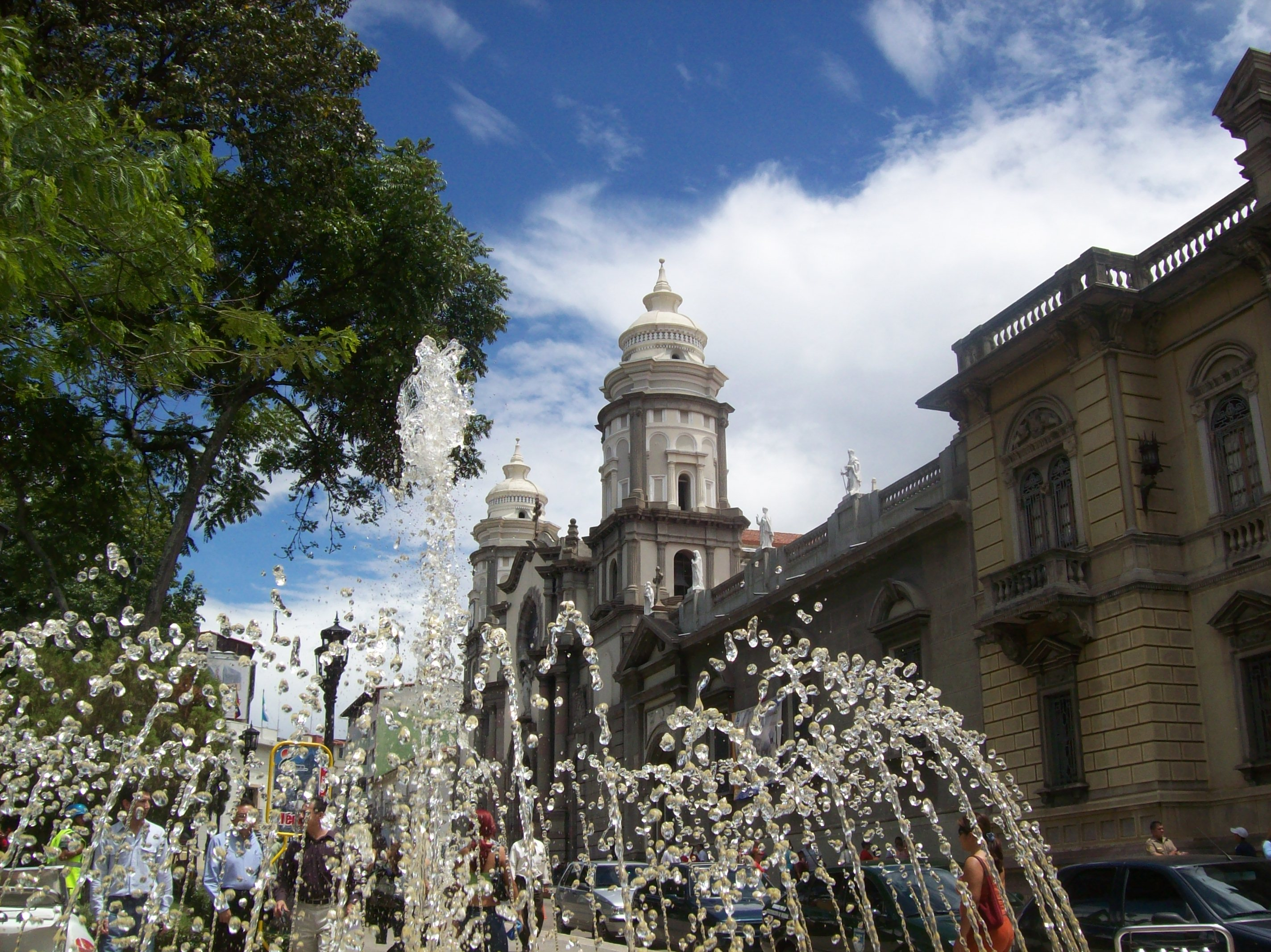
Plaza Bolívar
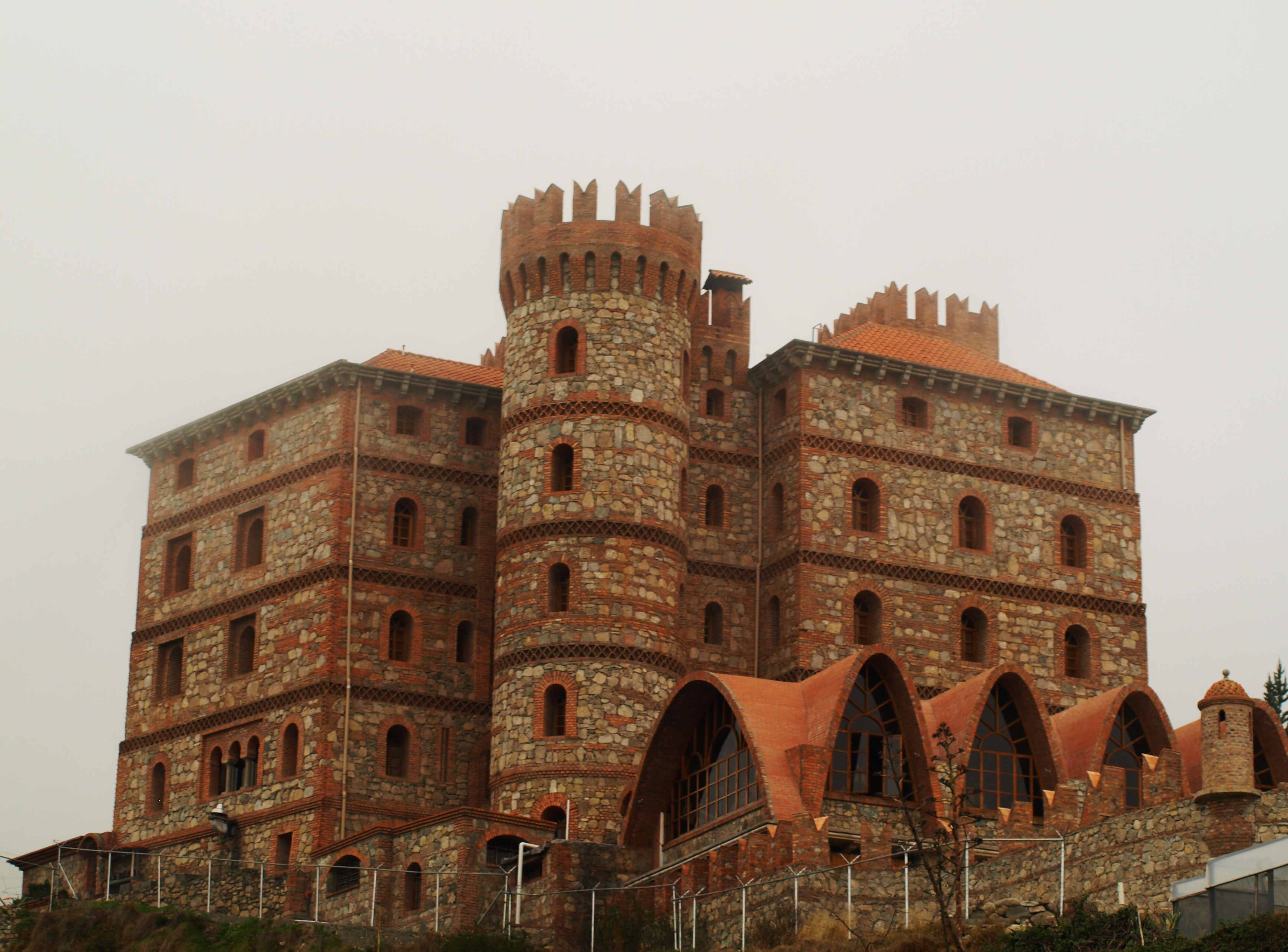
Castillo de Mucuchies

## Miasta partnerskie
Miasta partnerskie Méridy:
- Anklam
- Charleville-Mézières
- Glarus
- Gifu
- Indianapolis
- Kłajpeda
- La Paz
- Lima
- Mérida
- Mérida
- Oaxaca
- Pasto
- Río Gallegos